# Glénat
Glénat (okzitanisch Glenat) ist eine französische Gemeinde mit 174 Einwohnern (Stand 1. Januar 2022) im Département Cantal in der Region Auvergne-Rhône-Alpes (vor 2016 Auvergne). Sie gehört zum Arrondissement Aurillac und zum Kanton Saint-Paul-des-Landes.

## Lage
Glénat liegt etwa 18 Kilometer westlich von Aurillac im Zentralmassiv in der Naturlandschaft Châtaigneraie. Umgeben wird Glénat von den Nachbargemeinden Siran im Nordwesten und Norden, Saint-Gérons im Norden und Nordosten, La Ségalassière im Osten, Le Rouget-Pers im Osten und Südosten, Roumégoux im Südosten und Süden sowie Saint-Saury im Südwesten und Westen.

## Bevölkerungsentwicklung
| Jahr                       | 1962 | 1968 | 1975 | 1982 | 1990 | 1999 | 2006 | 2011 | 2019 |
| Einwohner                  | 421  | 371  | 298  | 302  | 271  | 223  | 218  | 204  | 171  |
| Quellen: Cassini und INSEE |      |      |      |      |      |      |      |      |      |

## Sehenswürdigkeiten
- Kirche Saint-Blaise
- Schloss La Grillère, ursprünglich aus dem 13. Jahrhundert, heutige Gebäude aus dem 17. Jahrhundert, seit 1987 Monument historique

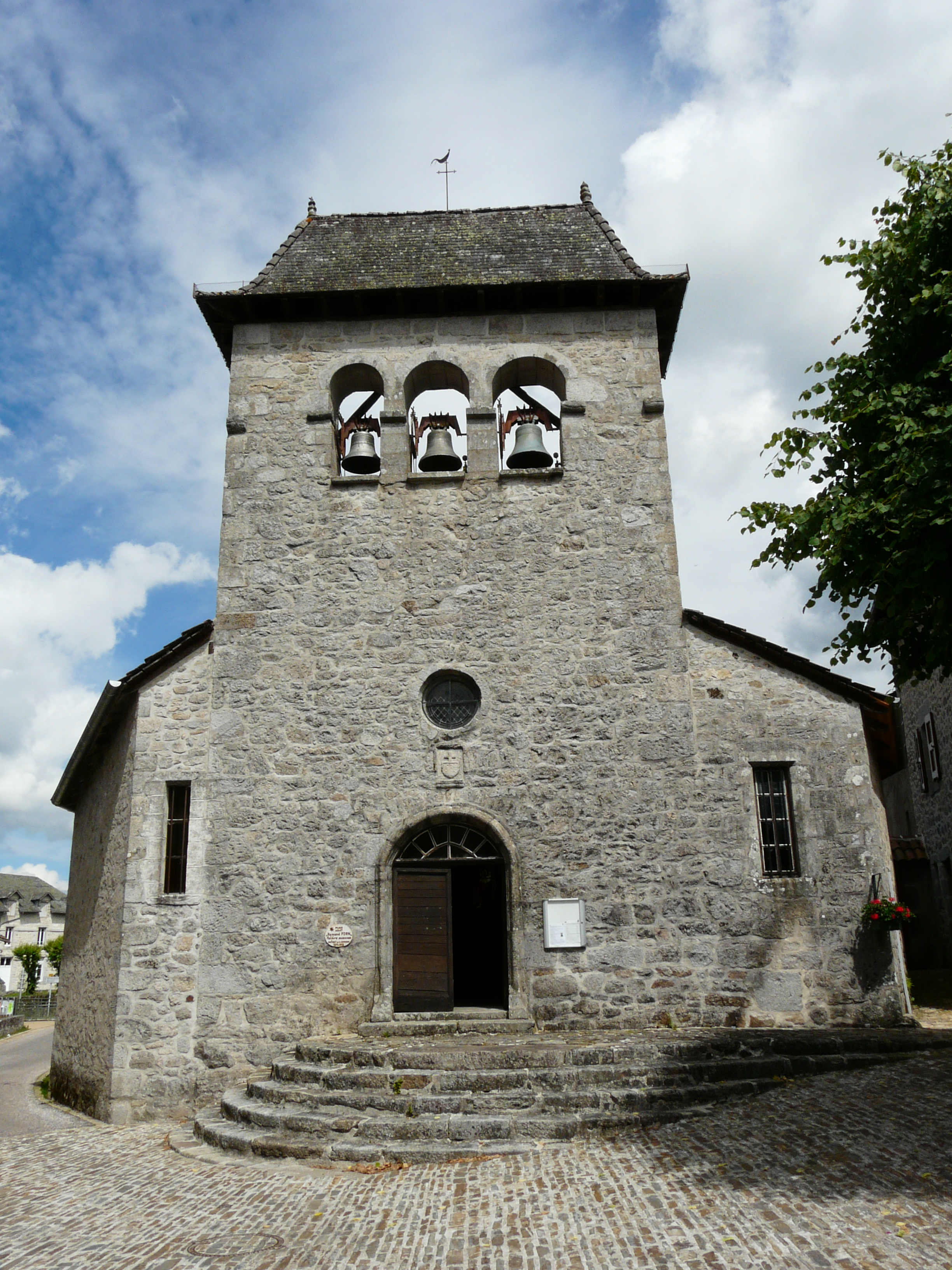
Kirche Saint-Blaise
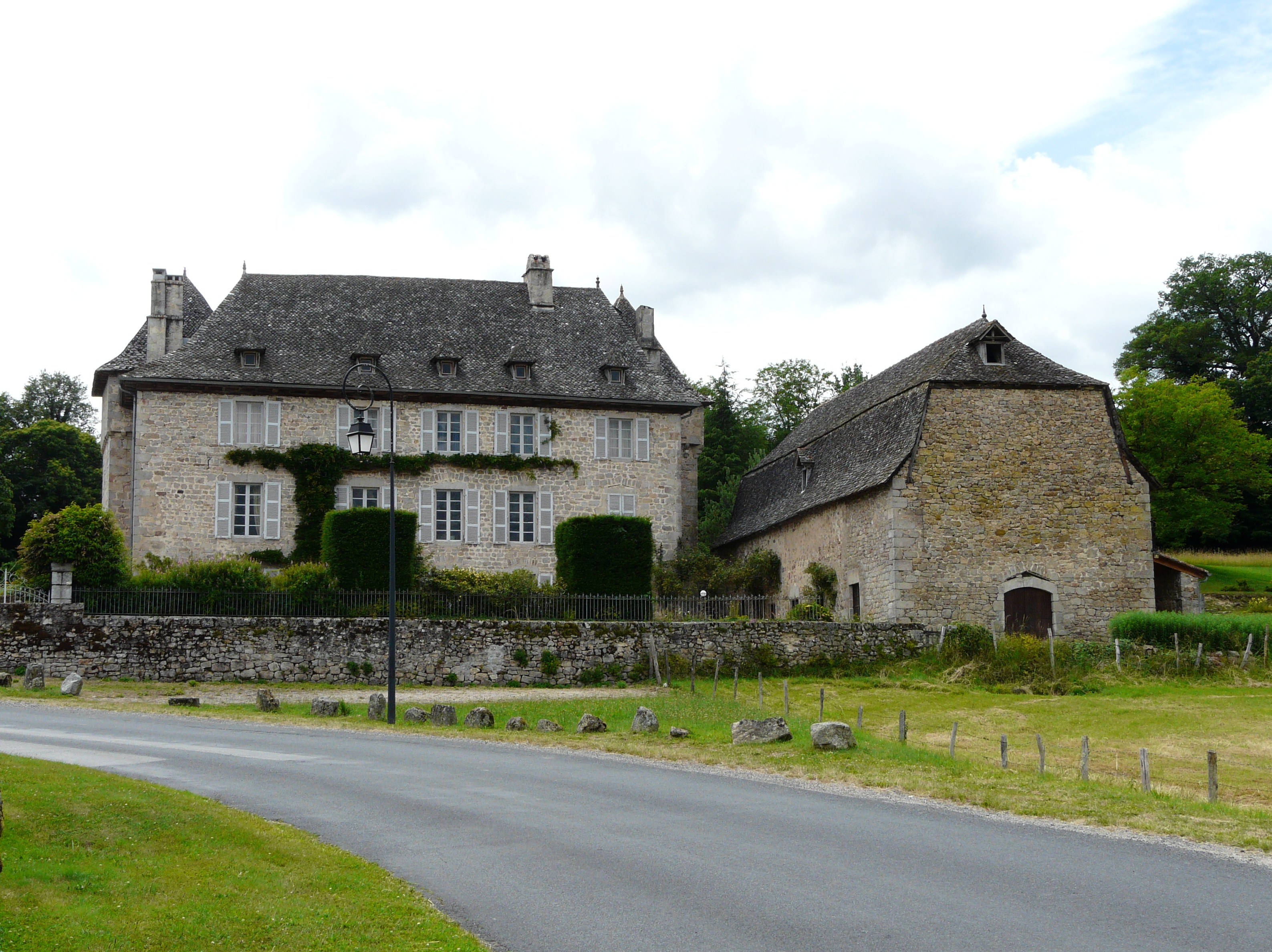
Schloss La Grillère